# ZNF511
ZNF511 (англ. Zinc finger protein 511) – білок, який кодується однойменним геном, розташованим у людей на 10-й хромосомі. Довжина поліпептидного ланцюга білка становить 262 амінокислот, а молекулярна маса — 29 428.
| 10         |  | 20         |  | 30         |  | 40         |  | 50         |
| ---------- |  | ---------- |  | ---------- |  | ---------- |  | ---------- |
| MQLPPALCAR |  | LAAGPGAAEP |  | LPVERDPAAG |  | AAPFRFVARP |  | VRFPREHQFF |
| EDGDVQRHLY |  | LQDVIMQVAD |  | VPEKPRVPAF |  | ACQVAGCCQV |  | FDALDDYEHH |
| YHTLHGNVCS |  | FCKRAFPSGH |  | LLDAHILEWH |  | DSLFQILSER |  | QDMYQCLVEG |
| CTEKFKTSRD |  | RKDHMVRMHL |  | YPADFRFDKP |  | KKSRSPASAE |  | APGDSGERSE |
| GEAMEICSEP |  | VAASPAPAGE |  | RRIYRHRSVS |  | ELFLKPVLNM |  | CSVLRILGCT |
| WAAALLILNS |  | ER         |  |            |  |            |  |            |

A: Аланін

C: Цистеїн

D: Аспарагінова кислота

E: Глутамінова кислота

F: Фенілаланін

G: Гліцин

H: Гістидин

I: Ізолейцин

K: Лізин

L: Лейцин

M: Метіонін

N: Аспарагін

P: Пролін

Q: Глутамін

R: Аргінін

S: Серин

T: Треонін

V: Валін

W: Триптофан

Задіяний у таких біологічних процесах, як транскрипція, регуляція транскрипції, альтернативний сплайсинг, метилювання. 
Білок має сайт для зв'язування з іонами металів, іоном цинку, ДНК. 
Локалізований у ядрі.